# Mikołaj Chrapicki
Mikołaj Chrapicki również używane Chrapiski, Crapicz, Krapitz herbu Rola (ur. w Toruniu, zm. 2 lutego 1514 roku w Lubawie) – biskup chełmiński i podskarbi ziem pruskich nominowany w 1496 roku, kanclerz warmińskiej kapituły katedralnej w 1492 roku, kanonik warmińskiej kapituły katedralnej od 1488 roku, kanonik wrocławski i archidiakon opolski po 1480 roku.

## Życiorys
Był synem mieszczanina toruńskiego. W 1472 roku studiował w Kolonii, od 1473 roku w Krakowie. Po 1480 roku był notariuszem w kurii rzymskiej.
Nominowany przez papieża na biskupa 3 września 1496. Założył w Lubawie klasztor franciszkanów, których sprowadził z Saksonii.
Na przełomie XV/XVI w. zakupił Biblię Gutenberga, którą później podarował lubawskim franciszkanom. W 1507 zrezygnował z biskupstwa. Zmarł w 1514 i został pochowany w kościele franciszkańskim św. Jana Chrzciciela i św. Michała Archanioła w Lubawie.

## Literatura dodatkowa
- Alfons Mańkowski: Chrapicki (Crapicz, Crapitz) Mikołaj. W: Polski Słownik Biograficzny. T. 3: Brożek Jan – Chwalczewski Franciszek. Kraków: Polska Akademia Umiejętności – Skład Główny w Księgarniach Gebethnera i Wolffa, 1937, s. 435. Reprint: Zakład Narodowy im. Ossolińskich, Kraków 1989, ISBN 83-04-03291-0